# Cirkumstelarna prašina
Cirkumstelarna prašina (protoplanetna prašina) je svemirska prašina oko zvijezde. Može biti oblika sferične ljuske ili cirkumstelarnog diska, primjerice akrecijskog diska. Može biti odgovorna za signifikatnu ekstinkciju (apsorpciju) ili je obično izvor viška infracrvenog zračenja zvijezda koje ga imaju. 
Kretanje ove prašine određuju sile kao što su zvjezdana gravitacija i tlak elektromagnetskog zračenja.
U Sunčevom sustavu, cirkumstelarna prašina uzrok je zodijačke svjetlosti.